# 137-й меридіан східної довготи
137-й меридіан східної довготи — лінія довготи, що лежить на 137 градусс східніше Гринвіцького меридіана. Вона проходить від Північного полюса через Північний Льодовитий океан, Азію, Тихий океан, Австралазію, Індійський океан, Південний океан та Антарктиду до Південного полюса.
137-й меридіан східної довготи формує велике коло разом із 43-тим меридіаном західної довготи.

## Список географічних об'єктів, що перетинає 137° сх. д.
Починаючи на Північному полюсі та рухаючись до Південного полюса, 137-й меридіан східної довготи проходить через:
| Координати                                                   | Країна, територія або море | Примітки                                                                         |
| ------------------------------------------------------------ | -------------------------- | -------------------------------------------------------------------------------- |
| 90°0′ пн. ш. 137°0′ сх. д. / 90.000° пн. ш. 137.000° сх. д.  | Північний Льодовитий океан |                                                                                  |
| 76°26′ пн. ш. 137°0′ сх. д. / 76.433° пн. ш. 137.000° сх. д. | Море Лаптєвих              |                                                                                  |
| 75°21′ пн. ш. 137°0′ сх. д. / 75.350° пн. ш. 137.000° сх. д. | Росія                      | Новосибірські острови — проходить через острів Котельний                         |
| 75°14′ пн. ш. 137°0′ сх. д. / 75.233° пн. ш. 137.000° сх. д. | Море Лаптєвих              |                                                                                  |
| 71°28′ пн. ш. 137°0′ сх. д. / 71.467° пн. ш. 137.000° сх. д. | Росія                      |                                                                                  |
| 55°47′ пн. ш. 137°0′ сх. д. / 55.783° пн. ш. 137.000° сх. д. | Охотське море              |                                                                                  |
| 55°5′ пн. ш. 137°0′ сх. д. / 55.083° пн. ш. 137.000° сх. д.  | Росія                      | Проходить через острів Феклістова[en]                                            |
| 54°54′ пн. ш. 137°0′ сх. д. / 54.900° пн. ш. 137.000° сх. д. | Охотське море              |                                                                                  |
| 53°50′ пн. ш. 137°0′ сх. д. / 53.833° пн. ш. 137.000° сх. д. | Росія                      | Проходить через Комсомольськ-на-Амурі                                            |
| 45°18′ пн. ш. 137°0′ сх. д. / 45.300° пн. ш. 137.000° сх. д. | Японське море              |                                                                                  |
| 37°25′ пн. ш. 137°0′ сх. д. / 37.417° пн. ш. 137.000° сх. д. | Японія                     | Проходить через острови Хонсю Проходить через Такаоку і Нагою                    |
| 34°49′ пн. ш. 137°0′ сх. д. / 34.817° пн. ш. 137.000° сх. д. | Затока Мікава[en]          |                                                                                  |
| 34°33′ пн. ш. 137°0′ сх. д. / 34.550° пн. ш. 137.000° сх. д. | Тихий океан                |                                                                                  |
| 1°50′ пд. ш. 137°0′ сх. д. / 1.833° пд. ш. 137.000° сх. д.   | Індонезія                  | Проходить через острів Куруду[en]                                                |
| 1°51′ пд. ш. 137°0′ сх. д. / 1.850° пд. ш. 137.000° сх. д.   | Затока Чендравасіх[en]     |                                                                                  |
| 2°7′ пд. ш. 137°0′ сх. д. / 2.117° пд. ш. 137.000° сх. д.    | Індонезія                  | Проходить через Нову Гвінею                                                      |
| 4°56′ пд. ш. 137°0′ сх. д. / 4.933° пд. ш. 137.000° сх. д.   | Арафурське море            |                                                                                  |
| 12°20′ пд. ш. 137°0′ сх. д. / 12.333° пд. ш. 137.000° сх. д. | Затока Карпентарія         | Проходить східніше острова Ґрут-Айленд, Австралія                                |
| 15°35′ пд. ш. 137°0′ сх. д. / 15.583° пд. ш. 137.000° сх. д. | Австралія                  | Північна Територія — проходить східніше острова Вандерлін[en] Південна Австралія |
| 33°44′ пд. ш. 137°0′ сх. д. / 33.733° пд. ш. 137.000° сх. д. | Затока Спенсер             |                                                                                  |
| 34°56′ пд. ш. 137°0′ сх. д. / 34.933° пд. ш. 137.000° сх. д. | Австралія                  | Південна Австралія – проходить через півострів Йорк[en]                          |
| 35°13′ пд. ш. 137°0′ сх. д. / 35.217° пд. ш. 137.000° сх. д. | Протока Інвестігейтор[en]  |                                                                                  |
| 35°40′ пд. ш. 137°0′ сх. д. / 35.667° пд. ш. 137.000° сх. д. | Австралія                  | Південна Австралія – проходить через острів Кенгуру                              |
| 36°1′ пд. ш. 137°0′ сх. д. / 36.017° пд. ш. 137.000° сх. д.  | Індійський океан           | Австралія визнає цю акваторію частиною Південного океану[1][2]                   |
| 60°0′ пд. ш. 137°0′ сх. д. / 60.000° пд. ш. 137.000° сх. д.  | Південний океан            |                                                                                  |
| 66°19′ пд. ш. 137°0′ сх. д. / 66.317° пд. ш. 137.000° сх. д. | Антарктида                 | Земля Аделі (претендує Франція)                                                  |